# Aartsbisdom Reims

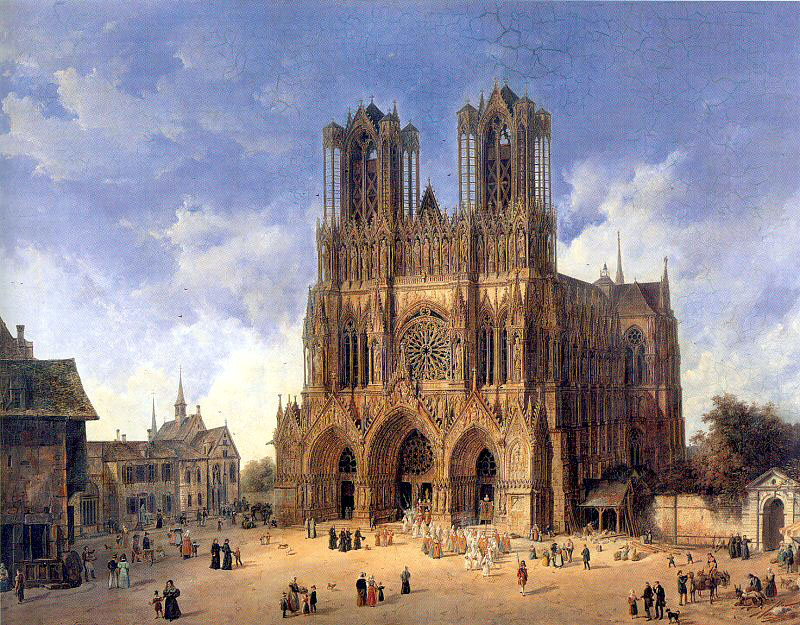
De kathedraal van Reims,
door Domenico Quaglio

Het aartsbisdom Reims (Latijn: Archidioecesis Remensis; Frans: Archidiocèse de Reims ) is een aartsbisdom van de Rooms-Katholieke Kerk in het noorden van Frankrijk. Het is opgericht als bisdom rond het jaar 260 door de heilige Sixtus van Reims. Het bisdom werd verheven tot aartsbisdom rond 750. De aartsbisschop ontving de titel "primaat van Gallia Belgica" in 1089.
In 1023 verwerft aartsbisschop Ebles het graafschap Reims wat hem tot prins-bisschop maakte. Het werd een hertogdom en een pair van Frankrijk tussen 1060 en 1170.
Het aartsbisdom omvat het arrondissement Reims en het département Ardennes. De aartsbisschop van Reims is tevens metropoliet van de gelijknamige kerkprovincie. De suffragane bisdommen onder Reims zijn:
- bisdom Amiens
- bisdom Beauvais
- bisdom Châlons
- bisdom Langres
- bisdom Soissons
- bisdom Troyes

Aartsbisschop Éric Marie de Moulins d’Amieu de Beaufort werd aangesteld in 2018.